# Система Ло

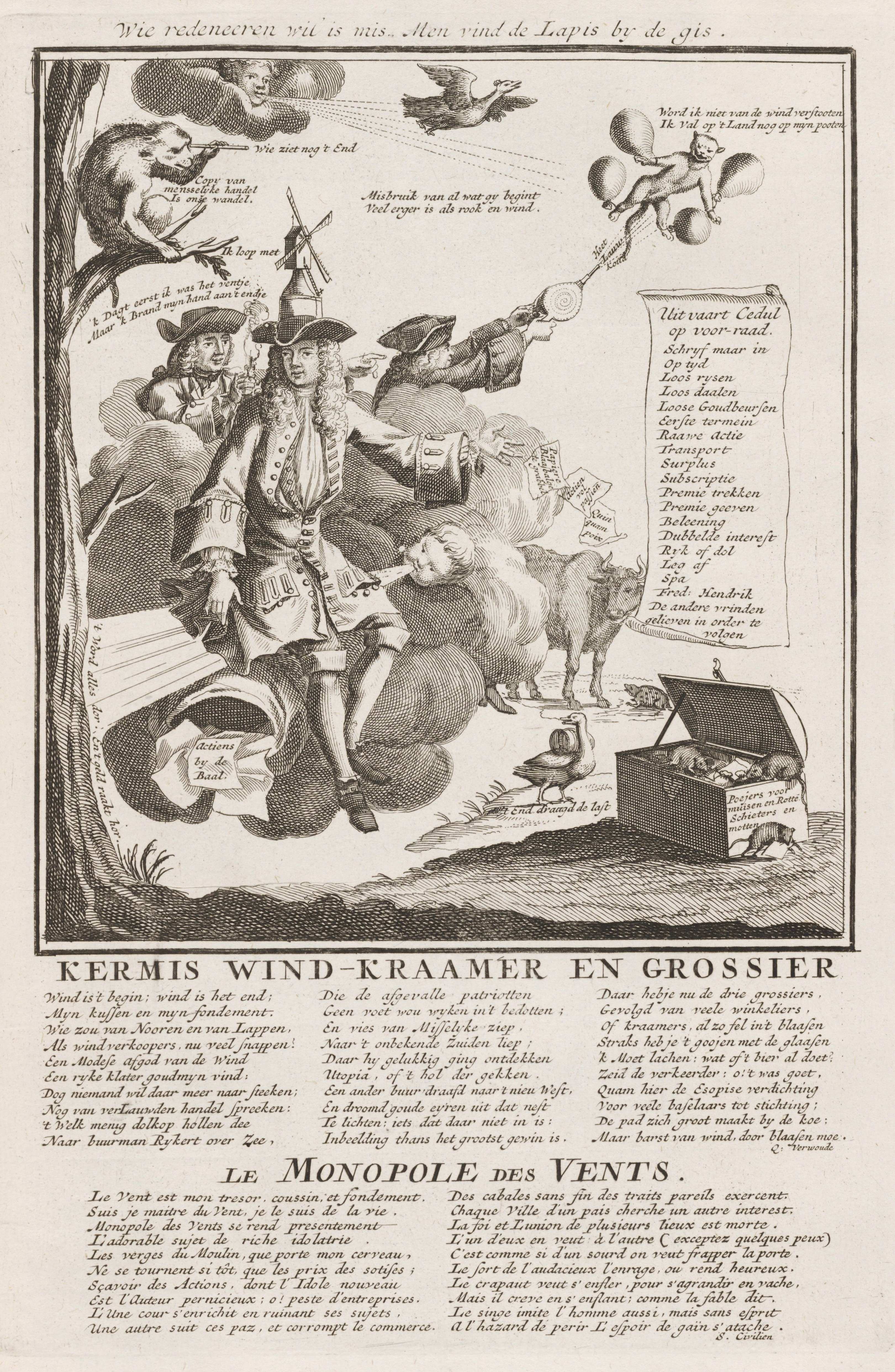
Политическая карикатура на Джона Ло и его систему, обыгрывающая выражения «финансовый пузырь», «деньги из воздуха» (1720)

Система Ло или Ло́у, также Ла́у (фр. système de Law) — во Франции времён регентства Филиппа II Орлеанского название финансовой системы, выстроенной в 1716—1720 годах шотландским экономистом и спекулянтом Джоном Ло (1671—1729) и закончившейся финансовым кризисом в стране, разразившимся после её краха.

## Предыстория
Финансы Франции были так расшатаны непрерывными войнами и расточительностью Людовика XIV, а также вымогательствами откупщиков податей, что во второй половине правления этого короля страна лишилась почти половины своего национального богатства, за 30 лет общенародный годовой доход уменьшился на сумму 1500 млн ливров, и Фенелон имел право сказать: «Мы продолжаем существовать лишь каким-то чудом; государство — дряхлая негодная машина, которая ещё продолжает раскачиваться в силу прежнего сообщённого ей толчка, но при первом же ударе рухнет».
В последние годы правления Людовик XIV для наполнения казны прибегал к: продаже дворянских и других титулов; продаже новосозданных должностей, порой смешных и бесполезных; снижению стоимости монеты; выпуску бумажных денег; займам у генеральных откупщиков податей, — но эти меры не смогли предотвратить финансового разорения, которое «великий король» оставил в наследство своему преемнику. Расточительность регента ничего не изменила в том печальном положении дел.

### Создатель системы
Джон Ло, родившийся в Эдинбурге в 1671 году, был сыном одного из тех золотых дел мастеров, которые в те времена в Великобритании замещали банкиров. При основании английского банка (1694) Ло имел возможность через своего земляка, Уильяма Патерсона, ещё глубже проникнуть в тайны финансовых и банковых операций, но затем из-за дуэли, на которой он убил противника, был вынужден бежать на континент. Там он жил то в Амстердаме, то в Италии, то в Брюсселе и ещё более расширил свои финансовые познания. Наконец, сделавшись вторично, после одной неудавшейся попытки, обладателем состояния в 2,5 млн франков, он переселился в Париж с целью предложить свои услуги герцогу Орлеанскому.
Рассматривая понятия «деньги» и «капитал» и частично эти понятия смешивая, Ло считал, что бумажные знаки через кредит заменяют деньги, поэтому, изготавливая их и выдавая под проценты, можно создать капитал и таким образом обогатить страну. Просто печатать бумажные знаки в неограниченном количестве Ло считал опасным. В мемуарах, выпущенных уже после бегства из Франции, он утверждал что бесконтрольная печать бумажных денег была отнюдь не его затеей, а всего лишь сбоем в работе системы, вызванный бюрократами и бездарными политиками. Изначально Ло планировал создать крупную государственную компанию, которая будет контролировать прибыльную торговлю с колониями и выпускать акции, обеспеченные прибылью от её доходов. Когда началась печать бумажных ассигнаций, Ло настаивал, чтобы их было всего лишь на 15-20 % больше той суммы, которую можно покрыть звонкой монетой. В такой ситуации все ассигнации со временем могли быть полностью погашены.

### Поддержка герцогом Орлеанским
После того, как с помощью регента удалось преодолеть серьёзное сопротивление французского парламента, президентом которого был граф д’Аво, Ло получил разрешение основать частный банк (май 1716), капитал которого он обязывался образовать из собственных средств и посредством которого он брался усилить обращение денег, положить конец ростовщичеству, заменить перевозку монет между Парижем и провинциями, дать иностранцам возможность надёжного помещения денег во Франции, а населению — облегчить сбыт продукции и уплату податей". «Banque générale» открылся в Hótel de Nevres на улице Кенкампуа (rue Quincampoix) в Париже.
Акционерный капитал банка состоял из шести миллионов ливров, разделённых на акции по 500 ливров каждая. Деятельность банка включала дисконтирование векселей, приём вкладов и выдачу билетов на предъявителя. Успех банка превзошёл все ожидания, и этим он был обязан тому, что Ло надёжные векселя дисконтировал за 6 %, между тем как обычная норма роста возросла в те времена до 20—30 %. Так как правительство требовало от сборщиков и от генеральных откупщиков податей, чтобы они присылали следующие с них взносы в королевскую казну не иначе, как билетами банка, то последний вскоре получил возможность выпустить билетов на сумму, в пять раз превышавшую его наличный капитал.
Затем Ло добился от герцога Орлеанского эдикта (10 апреля 1717 года), которым существовавший до сих пор контроль над банком упразднялся, выпуск билетов переходил в руки статс-секретаря, а частный банк (Banque générale) превращался в королевский банк (Banque royale).

## История финансовой системы Ло
Ло задумал основать по примеру Англии и Голландии большую привилегированную промышленную компанию, которая сосредоточила бы в своих руках все торговые сношения со странами, лежащими за морем. Ему удалось получить концессию на образование торгового общества, целью которого была колонизация берегов Миссисипи, незадолго перед тем поступивших во владение французов. 6 сентября 1717 года Ло образовал «Западную компанию» (Compagnie d’Occident).

### Западная компания
Капитал её был определён в весьма высокую для того времени сумму — в 100 миллионов ливров, которые должны были быть разделены на 200 тысяч акций, по 500 ливров каждая. Компания получила полное право собственности и верховной власти над всеми открытыми уже в то время или имеющими быть открытыми впоследствии землями в Луизиане, которые она разработает сама или же передаст сторонним арендаторам и вассалам. Она пользовалась монополией канадской торговли бобрами, и за всё это облагалась лишь следующим: при каждом восшествии на престол она должна была подносить в виде почётного дара золотую корону весом в 30 марок; она должна была ежегодно ввозить не менее 6 тысяч белых колонистов и 3 тысячи невольников из негров; для индейцев, которых она обратит в христианство, она должна была построить достаточное число церквей и содержать достаточное количество духовенства. Вся правительственная собственность в колонии (укрепления, запасы оружия, провианта и денег) уступалась компании безвозмездно; срок привилегии компании был назначен в 25 лет. Очень скоро компанию прозвали «Компанией Миссисипи» (Compagnie du Mississippi).
Взносы для образования 100 миллионов основного капитала уплачивались исключительно свидетельствами государственного казначейства, которые принимались по номинальной цене, хотя их курс в августе 1717 стоял на 6 % ниже номинальной цены. Дело в том, что вносимые билеты передавались государству, которое их тотчас же уничтожало и таким образом поглощало весь акционерный капитал, обязываясь ежегодной рентой в 4 миллиона ливров. Эксплуатационный капитал общества состоял всего-навсего из вышеупомянутой 4-х-миллионной ренты, причём акционерам пришлось на первый год остаться без дивиденда. Для того, чтобы обеспечить за собою уплату этой ренты, Ло от имени общества добился уступки правительством табачной монополии на 9 лет за ежегодную арендную плату в 4 020 000 ливров.
Ло приобрёл в том же году за 1 600 000 ливров привилегию и всё имущество «Сенегальской компании»; этим компания Миссисипи получила по низкой цене значительный склад товаров и 11 снаряжённых для плавания кораблей. Одновременно был увеличен оборотный капитал с 4 миллионов на 7, и это было достигнуто тем, что государственная рента за следующие 9 месяцев, вместо того, чтобы распределить её между акционерами, была снова удержана.
В мае 1719 года привилегия «Ост-Индской» и «Китайской компании» (Compagnie de Chine), пользовавшейся исключительным правом торговли во всех гаванях Тихого океана, от мыса Доброй Надежды и до Магелланова пролива, тоже перешла, невзирая на её сопротивление, к Западной компании, которая вместе с тем приняла от неё весь её пассив и актив; последний состоял из кораблей и товаров.
Вскоре Западная компания получила также привилегию «Африканской компании», и таким образом в октябре 1719 года обладала исключительным правом торговли у мыса Доброй Надежды, вдоль восточного берега Африки, вдоль берегов Красного моря, на островах Тихого океана, в Персии, в Монголии, в Сиаме, в Китае, в Японии, в Южной Америке и т. д.

### Биржевая игра
Ло счёл, что пора было дать предприятию развернуться во всю его спекулятивную и прибыльную ширь. Для этого он ввёл ажиотаж во Франции и стал основателем биржевой игры.
Так, например, он покупал партии в несколько сот акций на срок, с обязательством уплатить за них звонкой монетой, невзирая на то, что в день заключения сделки их можно было иметь за ту же цену, уплачивая бумажными деньгами, представлявшими потерю 5 %. Или же он покупал на срок 200 акций al pari и обязывался уплатить разницу в 200 ливров на акцию, если в день срока она будет стоять ниже 500 ливров, и он от неё откажется. Всю сумму этой разницы, то есть 40 000 ливров, он тут же представлял в обеспечение чистыми деньгами. Этим была введена спекуляция премиями, и заманчивость азартной игры не замедлила привлечь к этому делу публику.

### Монетная регалия
Почти одновременно появилось королевское повеление, передававшее «Западному обществу» монетную регалию на девять лет за 50 миллионов, которые должны были быть уплачены в 15 месячных взносов. Принятием от казны монетной регалии Ло прежде всего хотел поднять кредит билетов королевского банка.
Противники и соперники Ло, в особенности четыре брата Пари (Frères Pâris), сыновья бедного трактирщика в Дофине, которые, сделавшись поставщиками в армию, нажили значительное состояние, и которым влияние шотландца мешало, скупили билеты банка целыми массами и представили их разом в банк для обмена на звонкую монету, что поставило банк в значительное затруднение. Ло тотчас выхлопотал декрет о понижении ценности луидора с 35 ливров на 34, и всё имевшееся в обращении количество звонкой монеты снова стало стекаться обратно в банк, так как этот последний в течение некоторого времени продолжал ещё принимать золото по старому курсу.

### Антисистема
Осенью 1712 года откуп общего сбора податей остался за братьями Пари за 48,5 миллионов. Из-за этого и из-за других финансовых дел они стали к «Системе», как в то время выражались про финансовые проекты Джона Ло, в систематическую оппозицию, образовали так называемую «Антисистему». Тогда Ло предложил за откуп податей 52 миллиона; при этом он брался от имени «Западного Общества» или «Компании обеих Индий» (Compagnie perpétuelle des Indes), как стали тогда называть то объединение всех торговых компаний, дать правительству взаймы 1200 миллионов за 3 %; сумма эта позволила бы правительству немедленно уплатить все свои долги, ренты и другие обязательства; предложение это было слишком соблазнительно, и правительство властным распоряжением уничтожило старый откупной контракт с братьями Пари.

### Выпуски акций
Летом 1719 года громадные массы акций были пущены в страну, но благодаря ажиотажу они не только не пали в цене, но в скором времени стали продаваться с надбавкой. Ло, желая снискать себе популярность, подарил правительству миллион, с просьбой освободить за это французский народ от налогов на сало, масло и карты.
Компания получила разрешение — для оплаты капитала Ост-Индскому и Китайскому обществам — выпустить 50 000 акций, по 500 ливров каждая. Эти акции, чтобы сравнять их с акциями прежнего выпуска, должны были оплачиваться Обществу с надбавкою 10 % против их номинальной цены. Взносы производились не звонкой монетой, а билетами банка, которые стояли на бирже выше серебра. Таким образом уже при подписке компания выиграла 50 франков с каждой акции. Сам капитал должен был быть выплачен в 20 ежемесячных взносов, что принесло новым акциям популярность. Так как публика потеряла интерес к акциям прежнего выпуска, то было издано постановление (20 июня 1719 года), в силу которого акция нового выпуска выдавалась лишь по предъявлении четырёх старых, что снова сделало популярными старые акции. На биржевом жаргоне старые и новые акции окрестили «матерями» и «дочерьми».
Третий выпуск акций 27 июня 1719 года в количестве 50 000 экземпляров был окрещён «внучками». Этим выпуском компания должна была доставить себе средство для уплаты 50 млн, нужных на откуп монетной регалии. В это время «бабушки» успели уже подняться на бирже на 100 % номинальной цены, и потому «внучки» были пущены по курсу в 1000 ливров, благодаря чему вся сумма откупного платежа была покрыта 25-ю миллионами номинального капитала. Взносы по акциям опять были рассрочены на 20 месяцев и было объявлено, что подписка на «внучку» допускается лишь по предъявлении четырёх «матерей» и одной «дочери». Тот излишек, который остался на руках у компании, был впоследствии спущен на бирже по текущим курсам.
В начале 1719 акции уже стояли наравне с металлическими деньгами; шесть месяцев спустя, они поднялись на 150 % против бумажных денег или звонкой монеты. Переход монетной регалии к компании, слияние в её лице всех компаний, торговавших в дальних морях, и распущенные слухи о дальнейших блистательных успехах, предстоявших компании, — всё это вызвало тогда бешеную гонку за акциями.
Компания взяла откуп податей и ссудила государству 1200 млн ливров. Новые акции, прозванные «правнучками», были выпущены на рынок по 5000 ливров. Чтобы не слишком обременять рынок бумагами, общая сумма требовавшегося капитала была разделена на несколько выпусков; первый из этих выпусков состоял из 100 тысяч акций, взнос за которые был рассрочен на 9 месяцев. Поскольку к этой подписке были допущены все, то старые и молодые, знать и простолюдины, мужчины и женщины, густыми толпами теснились день и ночь перед бюро компании. Самые высокопоставленные лица, не исключая и прекрасного пола, не отступали ни перед какой низостью, лишь бы добиться милости получения акций.
Первого выпуска новой серии акций не хватило; приступили ко второму выпуску акций в том же количестве, а когда эта серия была разобрана нарасхват, то вышел третий выпуск. Таким образом только за три недели на рынок было пущено 300 000 акций, представлявших номинальную стоимость 150 миллионов ливров и давших компании 1500 миллионов, а попав во вторые руки на бирже, по текущему курсу представлявших уже баснословную сумму в 3000 миллионов.
Дошло до того, что для покупки «правнуков» стали сбывать совершенно равноценные им старые акции, так что курс последних за несколько дней с 8000 упал до 4000 ливров; за эту сравнительно дешёвую цену спекулянты их скупили, а потом опять устроили им повышение и перепродали их с барышом в 1000 %. В те дни были примеры, когда люди с ничтожным капиталом в 10—20 тысяч ливров наживали миллионы.
Никому не было дела до действительной ценности акций, все помышляли только об игре: если акции поднялись до 8000 ливров, то отчего же им не подняться бы и до 10—20 тысяч ливров? Вместо номинального капитала в 312 миллионов, представляемого акциями различных выпусков, было заплачено 1797 миллионов. На общем собрании акционеров в декабре 1719 года Ло оценил доходы, ожидаемые в 1720 году, в 91 миллион; оценка эта была крайне преувеличенная, так как оборотный капитал компании, невзирая на значительные выгоды, получавшиеся при выпуске акций, был довольно незначительным, из-за того, что большая часть капитала компании отдавалась правительству.

### Выпуск ассигнаций
Чтобы облегчить торговлю акциями и иметь под рукою необходимое количество денежных знаков для совершавшихся громадных оборотов, приступили к выпускам ассигнаций:
- 10 июня 1719 г. было выпущено ассигнаций на 50 миллионов ливров;
- 25 июля — на 240 миллионов;
- в сентябре — на 120 млн;
- в октябре опять на 120 млн;
- в декабре — на 360 млн.

При этих выпусках, так быстро следовавших один за другим, не успевали как следует отпечатывать ассигнации по рисунку и выставлять на них подпись; под конец ограничивались простым печатанием, что способствовало в значительной мере фабрикации фальшивых ассигнаций, которых оказалось в обращении на 50 млн.
Невзирая на это чрезмерное умножение ассигнаций, на них набрасывались, и они стояли на бирже выше звонкой монеты. Дошло до того, что бумажные деньги почти вытеснили металл из обращения.

### Спекуляция
В Париже царило необычайное возбуждение; народ съезжался не только из провинций, но и из-за границы. В продолжение нескольких месяцев улица Кенкампуа, где происходила торговля акциями, была сборным пунктом для всей спекулирующей Европы. Знатные лица, близко стоявшие к правлению, наживали огромные деньги. Слуги внезапно делались так же богаты, как их господа. Барыши выменивались на что-нибудь годное к употреблению. Сам Ло подал пример, накупив множество поместий во Франции. Другие покупали дома, золотую и серебряную посуду, драгоценные камни. Цены всех движимых и недвижимых имуществ, вследствие того сильного спроса, поднялись до небывалых размеров.
Обещанный 12-процентный дивиденд на номинальный капитал должен был составить не более полпроцента на затраченный капитал. Ло, опасавшийся, что с оглашением такого факта возведённое им предприятие рухнет, на общем собрании акционеров 30 сентября 1719 года обещал 40 %. В следующие 8 дней акции достигли наивысшего курса в 18 000 ливров, а затем начали падать в цене.

### Запрет на металлические деньги
Для поддержания курса ассигнаций Ло выхлопотал запрещение перевозить звонкую монету; он добился понижения ценности луидора, он добился декрета, повелевавшего производить обыски по домам, и у всех, у кого окажется благородных металлов стоимостью больше, чем на 500 ливров, отбирать излишек. Но насильственные меры привели лишь к панике. С конца 1719 года по декабрь 1720 года ценность золотой монеты менялась 28 раз, а ценность серебряной — 35 раз.
Ло, пользуясь своим неограниченным влиянием на регента, устроил так, что 22 февраля 1720 года королевский банк был передан его компании. Торговля бумагами была запрещена и биржа закрыта; но курс акций стал падать ещё быстрее.

## Крах системы Ло
Ло распорядился понизить курс акций: паника ещё более усилилась. Курс ассигнаций был понижен до половины их номинальной стоимости, но и это не помогло. Протест парламента и совета регентства вынудил взять назад это добровольное объявление себя банкротом; но когда банк снова открыл свои бюро для размена денег, панически настроенные 15 000 человек всю ночь дожидались у входа, чтобы обменять свои бумажки в 10 ливров на металлические деньги.
Наконец сам регент официально декретировал банкротство банка, издав повеление, в силу которого лишь ассигнации в 10, 50 и 100 ливров могли приниматься для уплаты, билеты высшего достоинства могли приниматься лишь пополам с соответствующим им количеством звонкой монеты. Вскоре, 10 октября 1720 года, банковские билеты были совсем устранены из обращения.
Джон Ло покинул Францию, его поместья были конфискованы. Он представил несколько проектов Венецианской республике, но их отвергли. Он умер в Венеции в 1729 году.

## Ликвидация
Ликвидация «системы» была поручена братьям Пари́. Указ от 28 октября обязывал завизировать акции особым штампом в бюро компании. Братьям на составление описи «системы» потребовалось 800, а позднее 1500 приказчиков, которые работали день и ночь в течение более полугода.
Обанкротившийся банк имел запас наличных денег в 21 миллион; металлов в слитках на 28 миллионов и торговых варрантов на 240 миллионов. Между тем в обращении имелось до 3 миллиардов банковых билетов; то есть дефицит составлял свыше 2500 миллионов. Владельцы акций должны были возвратить свои бумаги. Проставление штампа-«визы» заняло целый год, со 2 января 1721 года по январь 1722 года. Акции были разделены на пять разрядов, смотря по средствам, которыми они приобретались. Расходы ликвидации составили свыше 9 млн ливров.

## Значение
Система Ло нанесла урон частным интересам, разрушила множество состояний и повлекла за собой повсеместное банкротство, но познакомила Францию с общественным кредитом и позволила ликвидировать часть долгов французского государства.